# Selva McCormick
La selva McCormick es un área Silvestre de los Estados Unidos. Se encuentra situada en la península superior de Míchigan. Cubre un área de aproximadamente 16 914 hectáreas (69 km²) y está situado a 3 millas (4,8 kilómetros) al este de la línea del Condado de Baraga-Marquette. Es una de las tres áreas en el Bosque Nacional de Ottawa, siendo los otros el río del esturión de la Selva Gorge y la Selva de Sylvania.
Está conformada por secciones de la cabecera de los ríos Huron, Dead, Peshekee y Yellow Dog. Aunque el área fue explotada hasta principios del siglo XX, las coníferas frondosas del norte ya se han desarrollado. Los alces se han reintroducido en la zona. La familia McCormick de Chicago, fueron los propietarios originales, después de haber adquirido ciertos terrenos pequeños entre 1904 y 1920.
La selva se encuentra protegida por el Servicio Forestal de los Estados Unidos.